# فرودگاه کرن آیلند
فرودگاه کرن آیلند (به انگلیسی: Corn Island Airport) یک فرودگاه نظامی و همگانی با کد یاتا RNI است که یک باند فرود آسفالت دارد و طول باند آن ۱۵۰۰ متر است. این فرودگاه در کشور نیکاراگوئه قرار دارد .

## شرکت‌های هواپیمایی و مقصدهای پروازی
| شرکت‌های هواپیمایی  | مقصدهای پروازی                               |
| ------------------ | -------------------------------------------- |
| اویانکا نیکاراگوئه | بلوفیلدز، اوگوستو سزار ساندینو، پورتو کابزاس |
| ناتوره ایر         | توبیاس بولانیاش                              |